# Soulier d'or belge 1969
Le Soulier d'or 1969 est un trophée individuel, récompensant le meilleur joueur du championnat de Belgique sur l'ensemble de l'année 1969. Ceci comprend donc à deux demi-saisons, la fin de la saison 1968-1969, de janvier à juin, et le début de la saison 1969-1970, de juillet à décembre.

## Lauréat
Il s'agit de la seizième édition du trophée, remporté par le meneur de jeu du Standard de Liège Wilfried Van Moer. Il devient ainsi le troisième joueur à remporter deux fois le Soulier d'Or, mais le premier à le faire avec deux clubs différents. Il jouait à l'Antwerp lors de son premier sacre en 1966. Il devance de près de cinquante points son coéquipier Nico Dewalque, Jean Dockx terminant à nouveau troisième.

## Top 5
| Place | Joueur            | Nationalité | Club(s)           | Points |
| ----- | ----------------- | ----------- | ----------------- | ------ |
| 1.    | Wilfried Van Moer |             | Standard de Liège | 152    |
| 2.    | Nico Dewalque     |             | Standard de Liège | 106    |
| 3.    | Jean Dockx        |             | Racing White      | 81     |
| 4.    | Jef Jurion        |             | La Gantoise       | 52     |
| 5.    | Silvester Takač   |             | Standard de Liège | 30     |